# Distribuzione congiunta
In probabilità, date due variabili aleatorie X e Y, definite sullo stesso spazio di probabilità, si definisce la loro distribuzione congiunta come la distribuzione di probabilità associata al vettore {\displaystyle (X,Y)}. Nel caso di due sole variabili, si parla di distribuzione bivariata, mentre nel caso di più variabili si parla di distribuzione multivariata.

## Funzione di ripartizione
La funzione di ripartizione di una distribuzione congiunta è definita come
{\displaystyle F(x,y)=P(X\leq x,Y\leq y).}
o più generalmente
{\displaystyle F(x_{1},...,x_{n})=P(X_{1}\leq x_{1},...,X_{n}\leq x_{n}).}

## Funzione di densità

### Caso discreto
Nel caso di variabili aleatorie discrete, la densità discreta congiunta (o funzione di massa di probabilità congiunta) è data da
{\displaystyle p_{X,Y}(x_{i},y_{j})=\mathrm {P} (X=x_{i},Y=y_{j})=\mathrm {P} (Y=y_{j}\mid X=x_{i})\cdot \mathrm {P} (X=x_{i})=\mathrm {P} (X=x_{i}\mid Y=y_{j})\cdot \mathrm {P} (Y=y_{j})}
Siccome la densità congiunta è anch'essa una densità, è soddisfatta la seguente equazione:
{\displaystyle \sum _{x}\sum _{y}\mathrm {P} (X=x\ ,Y=y)=1.\;}
È possibile ottenere le densità marginali dalla densità congiunta in questo modo: {\displaystyle p_{X}(x_{i})=\Sigma _{j}p(x_{i},y_{j})}e {\displaystyle p_{Y}(y_{i})=\Sigma _{j}p(x_{j},y_{i})}

### Caso continuo
Nel caso di variabili aleatorie continue, la densità congiunta è data da
{\displaystyle f_{X,Y}(x,y)=f_{Y|X}(y|x)f_{X}(x)=f_{X|Y}(x|y)f_{Y}(y)\;}
dove fY|X(y|x) e fX|Y(x|y) sono le distribuzioni condizionate di Y dato X=x e di X dato Y=y, mentre fX(x) e fY(y) sono le distribuzioni marginali della densità congiunta, rispettivamente per X e Y.
Anche in questo caso, è soddisfatto
{\displaystyle \int _{x}\int _{y}f_{X,Y}(x,y)\;dy\;dx=1.}